# Oldenlandia aridosa
Oldenlandia aridosa är en måreväxtart som beskrevs av Theodoric Valeton. Oldenlandia aridosa ingår i släktet Oldenlandia och familjen måreväxter. Inga underarter finns listade i Catalogue of Life.